# 이타야도역
이타야도역(일본어: 板宿駅, いたやどえき)은 일본 효고현 고베시 스마구에 있는 철도역이다.

## 역 구조

### 산요 전기 철도
내측선에 2면 2선의 승강장을 가진 지하역이다.
| 1 | ■ 산요 전기 철도 본선(하행) | 아카시·히메지·아보시 방면 |
| 2 | ■ 산요 전기 철도 본선(상행) | 산노미야·오사카·교토 방면 |

### 고베 시 교통국(세이신·야마테 선)
섬식 1면 2선의 승강장을 가진 지하역이다.
| 1 | ■ 세이신·야마테 선(상행) | 산노미야·신코베·다니가미 방면 |
| 2 | ■ 세이신·야마테 선(하행) | 묘다니·세이신추오 방면        |

## 역사
- 1910년 3월 15일 산요 전기 철도역이 영업 개시.
- 1977년 3월 13일 세이신 선 철도역이 영업 개시.
- 1995년 1월 17일 한신·아와지 대지진으로 큰 피해를 당하여 영업 휴지. 1월 18일에 복귀.

## 인접역
| 산요 전기 철도 본선                                | 산요 전기 철도 본선   | 산요 전기 철도 본선                  |
| -------------------------------------------------- | --------------------- | ------------------------------------ |
| 니시다이 산노미야·오사카·교토 방면                 | ■ 산요 전기 철도 본선 | 히가시스마 아카시·히메지·아보시 방면 |
| 고베 시 교통국 지하철 세이신 선 · 지하철 야마테 선 |                       |                                      |
| S 09 신나가타 다니가미 방면                        | ■ 세이신 · 야마테 선  | S 11 묘호지 세이신추오 방면          |